# Alonso Tomé Cobaleda
Alonso Tomé Cobaleda, a veces también como Tomás y como Covaleda, (Medina del Campo, 1683 - Zamora, 29 de agosto de 1731) fue un compositor y maestro de capilla español.

## Vida
Se educó musicalmente en la Catedral de Zamora, bajo la dirección del chantre Diego del Val y del maestro Juan García Salazar. Todavía como infante en la escuela catedralicia, se presentó a las oposiciones para el cargo de maestro de capilla de Medina del Campo en 1700 y de la Catedral de León en 1702.
Fue nombrado maestro de capilla de la Catedral de Zamora en 1710, tras una dura oposición. Pocos años después la Catedral pasó por una grave crisis, lo que llevó al maestro a buscar el magisterio de otras metropolitanas, la de Salamanca en 1718 y la de Sigüenza en 1725. En las oposiciones de Salamanca, uno de los magisterios más importantes de España, teniendo en cuenta que a menudo se conjugaba con la cátedra de música de la Universidad de Salamanca, compitió con Francisco Antonio Yanguas, maestro de Santiago; José Cáseda, maestro de Sigüenza; Mateo de Villavieja, maestro de Osma; Fabián Clemente, maestro de Ciudad Rodrigo; Fermín de Arizmendi, maestro de Ávila; Diego de las Muelas, maestro de Astorga; Blas de Cáseda, maestro de Santo Domingo de la Calzada; Simón de Araya, maestro de León; Pedro Rodrigo músico de Madrid; Lorenzo Romero, músico de Madrid; Pedro Felipe de Arteaga y Valdés, músico de Madrid, y Bartolomé Remacha, músico de Madrid.
En un pleito de 1720 entre Cobaleda y el cabildo, se desprende que el maestro ocupaba un lugar destacado en el presbiterio, detrás del facistol, junto con los cantores e instrumentalistas, por lo que no dirigía desde las tribunas de la iglesia.
Finalmente permaneció en Zamora hasta su fallecimiento en 1731. Le sucedió Manuel Agullón y Pantoja en el cargo.

## Obra
Se han conservado dos misas, 9 pasiones, un magnificat, un himno, un cántico, 7 lamentaciones y 4 motetes. En sus primeras composiciones se ve la influencia de García Salazar. Sus obras en latín siguen el canon polifónico de la época, en cambio sus obras en castellano muestran claras influencias italianas, lo que fuera posiblemente la razón de la consolidación del estilo moderno en la Catedral.